# قشلاق حاج أبيش حاج معصوم (مقاطعة بيله سوار)
قشلاق حاج أبیش حاج معصوم (بالفارسية: قشلاق حاج‌ابیش حاج معصوم) هي منطقة سكنية تقع في إيران في أردبيل. يقدر عدد سكانها بـ 51 نسمة .